# Историја Пољске (1918—1939)
Историја међуратне Пољске обухвата период од оживљавања независне пољске државе 1918. године, до инвазије на Пољску са Запада од стране нацистичке Немачке 1939. на почетку Другог светског рата, након чега је две недеље касније уследила инвазија Совјетског Савеза са истока. Две деценије суверенитета Пољске између светских ратова познате су као Међуратни период (лат. interbellum).
Пољска је поново настала у новембру 1918. након више од једног века подела од стране Аустроугарске, Немачке и Руске империје. Њену независност су потврдиле силе победнице Версајским уговором из јуна 1919. и највећи део територије освојен је у низу пограничних ратова вођених од 1918. до 1921. Пољске границе су уређене 1922. и међународно признате 1923. Пољска политичка сцена била је демократска, али хаотична све док Јозеф Пилсудски (1867–1935) није преузео власт у мају 1926. и тиме је период демократије окончана. Политика аграризма довела је до прерасподеле земље сељацима и земља је остварила значајан привредни раст између 1921. и 1939. године. Трећину становништва чиниле су мањине — Украјинци, Јевреји, Белоруси, Литванци и Немци.

## Године формирања (1918—1921)
Независност Пољске су савезницима у Паризу успешно промовисали Роман Дмовски и Игнаћи Јан Падеревски. Амерички председник Вудро Вилсон је у својим Четрнаест тачака поставио независност Пољске као ратни циљ, а тај циљ су савезници подржали у пролеће 1918. Као део услова примирја наметнутих Немачкој, све немачке снаге су морале да се повуку из Пољске и другим окупираним областима. Како се рат завршио, Немци су Пилсудског, тада ухапшеног, послали назад у Варшаву. Дана 11. новембра 1918. преузео је контролу над марионетском владом коју су Немци успоставили. Игнаћи Дашињски је био на челу краткотрајне пољске владе у Лублину од 6. новембра, али је Пилсудски у овом тренутку имао огроман престиж. Дашињски и други пољски лидери признали су га за шефа војске и шефа онога што је постало Република Пољска. Немачка, сада поражена, следила је услове примирја и повукла своје снаге. Јенджеј Морачевски је постао први премијер (у новембру 1918), а Дмовски је био на челу највеће странке.
Од свог настанка, Република је водила низ ратова да би обезбедила своје границе. Народ је био сеоски и сиромашан; најбогатије области биле су у некадашњим немачким областима на западу. Индустријализација је долазила веома споро, а промовисана је средином 1930-их развојем Централног индустријског округа.

## Границе
Већина пољских вођа тог периода желела је да створи већу пољску државу; један оптимални план, који датира још од Париске мировне конференције, укључивао је инкорпорацију Источне Пруске и немачког града Кенигсберга у царинску унију са Пољском. У исто време, тачне границе бившег Пољско-литванског савеза нису биле пожељне, иако је Роман Дмовски споменуо као уводни гамбит. Већи део ове земље је контролисала Руска империја од поделе Пољске и њени становници су се борили да створе сопствене државе (као што су Украјина, Белорусија и Балтик: Литванија, Летонија, Естонија). Пољско руководство није имало за циљ да врати нацију у њене границе из 17. века. Различита су се мишљења пољских политичара о томе колики део територије треба да садржи нова држава под вођством Пољске и какав облик треба да има. Јозеф Пилсудски се залагао за демократску федерацију независних држава предвођену Пољском — док је Роман Дмовски, вођа покрета Endecja, који је представљала Национална демократска партија, поставио своје мишљење на компактнију Пољску састављену од етничких пољских или „полонизацијских“ територија.
На југозападу, Пољска и Чехословачка су оспориле граничне спорове (види: Zaolzie). Још злокобније, огорчена Немачка је замерила сваком територијалном губитку свом новом источном суседу. Великопољски устанак 27. децембра 1918. ослободио је Велику Пољску. Версајским уговором из 1919. уређене су немачко-пољске границе у балтичком региону. Лучки град Данциг (пољ. Gdańsk), са већинским немачким становништвом и пољском мањином, проглашен је слободним градом независним од Немачке, и деценијама је постао јабука свађе. Савезничка арбитража поделила је етнички мешовиту и веома жељену индустријску и рударску област Горње Шлезије између Немачке и Пољске, при чему је Пољска добила мањи по величини, али индустријализованији источни део 1922, након серије од три Шлеска устанка.

### Рат са Совјетском Русијом
Војни сукоб са Совјетима је био одредница граница Пољске на истоку, ратиште које је постало хаотично због последица руских револуција и грађанског рата. Пилсудски је замишљао стварање федерације са остатком Украјине (на челу са владом која је наклоњена Пољској у Кијеву којој је требао помоћи да се успостави) и Литванијом, формирајући тако централну и источноевропску федерацију под називом „Међуморје“ (пољ. Międzymorze, буквално „подручје између мора“). Лењин, лидер нове комунистичке владе Русије, видео је Пољску као мост преко којег ће комунизам прећи у радничку класу неорганизоване послератне Немачке. А питање је било додатно компликовано јер су неки од спорних региона попримили различите економске и политичке идентитете од поделе крајем 18. века, док неки нису имали етнички пољску већину, на првом месту, на њих су Пољаци још увек гледали као на своје историјске регионе пошто су Пољску замишљали као мултиетничку државу. На крају су преговори пропали, потопивши идеју Пилсудског о федерацији Међуморје; уместо тога, ратови попут Пољско-литванског рата или Пољско-украјинског рата одредили су границе региона за наредне две деценије.
Пољско-совјетски рат, који је почео 1919. године, био је најважнији од регионалних ратова. Пилсудски је први извео велики војни напад на Украјину 1920. године, а у мају су пољско-украјинске снаге стигле до Кијева. Само неколико недеља касније, међутим, пољска офанзива је дочекана са совјетском контраофанзивом, а пољске снаге су биле присиљене на повлачење од стране Црвене армије. Пољска је протерана из Украјине и вратила се у пољско срце. Већина посматрача у то време означила је Пољску за изумирање и бољшевизацију, Међутим, у Варшавској бици Пилсудски је организовао запањујући контранапад који је однео славну победу. Ово „Чудо на Висли“ постало је икона победа у пољском сећању. Пилсудски је наставио офанзиву, потискујући Црвене снаге на исток. На крају су обе стране, исцрпљене, потписале компромисни мировни споразум у Риги почетком 1921. који је поделио спорне територије Белорусије и Украјине између два борца. Ове аквизиције су признате међународним уговором са Антантом. Споразум је дао Пољској источну границу далеко изнад онога што су миротворци у Паризу замислили и додао 4.000.000 Украјинаца, 2.000.000 Јевреја и 1.000.000 Белоруса пољском мањинском становништву.
У совјетској историографији, Пољско-совјетски рат се такође назива „рат против Белих Пољака“, са епитетом „Бели Пољаци“ (belopoliaki ) који наводи „контрареволуционарни“ карактер Пољске у то време, у аналогија са руским белим покретом.
Године 1922., након Пољско-совјетског рата и Пољско-Литванског рата, Пољска је такође званично анектирала Централну Литванију након референдума, који Литванија никада није признала.
Ришки аранжман утицао је на судбину читавог региона у годинама које долазе. Украјинци и Белоруси су се нашли без сопствене земље или покрајине, а неки људи који говоре пољски такође су се нашли у границама Совјетског Савеза. Потоњи су искусили присилну колективизацију, државни терор, сузбијање религије, чистке, радне логоре и глад. Новоформирана Друга пољска република, чија су једна трећина грађана били неетнички Пољаци, ангажована је на промовисању пољског идентитета, културе и језика на рачун етничких мањина у земљи које су се осећале отуђеним тим процесом.
Препорођена Пољска суочила се са мноштвом застрашујућих изазова: велика ратна штета, разорена економија, становништво које је једну трећину сачињавало опрезне националне мањине, привреда у великој мери под контролом немачких индустријских интереса и потреба да се реинтегришу три зоне које су биле насилно раздвојени током ере поделе. Формални политички живот Пољске почео је 1921. усвајањем устава који је Пољску дизајнирао као републику по узору на Француску Трећу Републику, дајући већину овлашћења законодавној власти, Сејму. Ово је углавном требало да спречи Пилсудског да се успостави као диктатор. Настало је мноштво политичких партија, од којих су биле четири велике и десетине мањих. Сви су имали веома различите идеологије и бирачке базе, и једва да су се могли сложити око неког важног питања. Није било озбиљног размишљања о поновном успостављању монархије, и иако су имена великих пољских племићких породица наставила да се помињу у новинама, то је било углавном на страницама друштва. Главне странке биле су левичарска Пољска сељачка партија (ПСЛ) и десна Национална демократија (НД) коју је предводио Дмовски.
Нова, неискусна влада суочила се са озбиљним проблемима; већ је владала велика корупција међу државним званичницима; вртоглаво обртање кабинета изазвало је пометњу и неповерење. На дубљем нивоу постојало је дубоко неслагање око инклузивности у новој држави. Роман Дмовски је замишљао етнички хомогену пољску нацију и прозападни, антинемачки пут ка модернизацији; залагао се и за снажне антисемитске ставове, и истицао да Пољска треба да буде католичка и хијерархијска држава. Пилсудски је, међутим, свој идеал укоренио у представама о мултиетничкој Пољско-Литванској Заједници. У пракси је то значило игнорисање гласања мањина код куће и тражење споразума са оближњим земљама. Универзално право гласа дало је мањинама право гласа, посебно када су формирале коалицију, Блок националних мањина (БМН) на челу са Јеврејима и укључујући остале који су заједно чинили трећину становништва и 20% гласова. Међутим, окрузи су фиксирани како би се смањила заступљеност мањина. БМН је помогао да се изабере Габриел Нарутович за председника на листи ПСЛ-а 1922. године, али је био изложен гадним нападима са деснице и убијен је након пет дана на функцији. Коалиција БМН је опала на значају и угасила се 1930. пошто су различите групе склопиле своје договоре са владом о изолованим питањима.

### Државни удар 1926
Након усвајања устава, Пилсудски је поднео оставку на функцију, незадовољан ограниченом улогом извршне власти. Али наставио је да помно прати политичка дешавања. Неефикасност Сејма навела је неке из његовог ужег круга да предложе да изврши војни удар и поврати власт; рекао је не. До 1926. био је убеђен и покренуо је државни удар из маја 1926, који је успео уз мало насиља. Током наредне деценије, Пилсудски је доминирао пољским пословима као моћник опште популарног центристичког режима, иако никада није имао формалну титулу осим министра одбране. Задржао је устав из 1921, а бучни, неефикасни Сејм је наставио да ради, али му је скоро увек давао оно што је желео. Критичари режима су повремено хапшени, али већина је тужена за клевету. Маршал је себе представљао као националног спаситеља који је био изнад партизанске политике и који је стекао већу подршку народа дистанцирајући се од Пољске социјалистичке партије . Године 1935. усвојен је нови пољски устав, али Пилсудски је убрзо умро, а његови штићеници наследници су кренули ка отвореном ауторитаризму. Опозиција је била све више узнемиравана или затварана, што није било изненађујуће с обзиром на све већи страх режима од националне безбедности.
У многим аспектима, Друга република није испунила висока очекивања из 1918. године. Као што се десило и другде у Централној Европи, са изузетком Чехословачке, покушај усађивања демократије није успео. Владе су поларизоване између десничарских и левичарских фракција, од којих ниједна није била спремна да поштује акције друге.

### Економски и социјални проблеми
Појавиле су се озбиљне потешкоће у поступању са страном имовином и унутрашњим мањинама.
Влада је национализовала имовину у страном власништву и управљала њоме јер није било довољно домаћег капитала да их купи и зато што је било лакше него одредити ко шта треба да добије. Све у свему, Пољска је имала већи степен учешћа државе у економији и мање страних инвестиција од било које друге нације у источној Европи. Овај нагласак на економској централизацији кочио је развој Пољске. Економија је углавном била рурална, а светска Велика депресија која је почела 1929. године довела је до потешкоћа у свим секторима. Најгоре су погођени сељаци чији су приходи пали за 50% или више. Влада је имала неколико решења осим да смањи сопствену потрошњу како порески приходи опадају.

### Мањине
Око трећине укупног становништва били су припадници мањина, укључујући пет или шест милиона Украјинаца, преко три милиона Јевреја, милион и по Белоруса и око 800.000 Немаца. Ове мањине су биле све више отуђене, жалећи се да су маргинализоване у политици и да су им ускраћена права на која је Пољска пристала у споразумима. Историчар Питер Стачура, који је испитивао етничко питање у међуратној Пољској и сумирао консензус историчара, пише:
„Неоспорно је да се Друга република није суочила са већим изазовом од осмишљавања политике према мањинама која би донела хармонију и миран суживот, а не горчину, конфронтацију и свађе. Историографска пресуда је да Пољска сигнално није одговорила на ово питање на задовољавајући начин. Заиста, огромна већина историчара заузела је веома цензурисан став према мноштву политика и ставова које је држава водила према мањинама. Често под утицајем комунистичких, марксистичких, совјетских или либералних политичких и идеолошких перспектива, они се недвосмислено односе на „угњетавање“, „прогон“, „терор“, „дискриминацију“, чак и „убиство“, као истакнуте карактеристике суштински шовинистичког пољског приступа који је био осмишљен да мањине потисне у статус грађана другог реда. Таква ситуација је, како се тврди, значила да је Пољска у више наврата пропустила да поштује формалне статутарне гаранције које су уведене након 1918, посебно кроз Уговор о мањинама из 1919, Уговор из Риге (члан VII) из 1921, и пољске уставе од 1921. и 1935.“
Сам Стачура сматра да су историчари били преоштри у негативном суду. Он напомиње да је Пољска морала да се бори са „осетљивом и суштински нелојалном немачком мањином“ коју су подстакнули „фанатични“ немачки националисти из суседства. Пољаци су говорили о принудној асимилацији и одузимању индустријске имовине, али су владе пре 1926. биле преслабе да их спроведу. Након 1926. Пиlсудски није био заинтересован за то. Немци у Пољској су имали натпросечне приходе, имали су пуну палету грађанских организација и школа на немачком језику и били су заступљени у Сејму. Настао је застој. Њихов статус је постао велика претња након што је Хитлер дошао на власт у Немачкој 1933. године, јер је „огромна већина ових Немаца постала ватрени нацисти 1930-их и 'пета колона' када је Пољска нападнута у септембру 1939. године.
Односи са много бројнијом украјинском мањином, која је чинила око 15% националног становништва и која је била већина у неколико источних провинција, били су још затегнутији. Украјинци су били сиромашни сељаци који су негодовали на своје пољске земљопоседнике и на политику владе да их полонизује. Школе су после 1924. биле двојезичне (ученици су морали да уче пољски), а државним канцеларијама није било дозвољено да користе украјински. Неки Украјинци су покушали да саботирају, а влада се обрачунала са масовним хапшењима; толерисало је пољско паљење украјинских друштвених центара. Затваране су православне цркве, посебно у Волинској губернији. Неки људи су отишли у подземље и покушали да убију Украјинце који су сарађивали са владом, као и високе пољске званичнике. Компромис је постигнут 1935. који је донекле смирио ситуацију, али је Пољска војска видела да се назире рат са СССР-ом и одбила је да подржи ту политику.
Како се Велика депресија погоршавала 1930-их, антисемитизам је почео да расте иако је Пољска била дом за преко три милиона Јевреја (10 процената становништва Пољске), највеће јеврејске популације у Европи у то време. Осиромашене јеврејске породице ослањале су се на сопствене локалне добротворне организације, које су до 1929. достигле невиђене размере, пружајући услуге као што су вера, образовање, здравство и друге услуге у вредности од 200 милиона злота годишње, делимично захваљујући јеврејском приходу по глави становника међу запосленим Јеврејима више од 40% већем од прихода пољских не-Јевреја.
Од 1920-их, пољска влада је искључила Јевреје из примања државних банкарских кредита, запошљавања у јавном сектору и добијања пословних дозвола. Од 1930-их година стављена су ограничења на упис Јевреја у универзитетско образовање, јеврејске продавнице, јеврејске извозне фирме, пријем Јевреја у медицинске и правне професије, Јевреје у пословна удружења итд. Док су 1921-22. 25% ученика били Јевреји, до 1938-1939. тај проценат је пао на 8%. Крајње десничарска Национална демократија (Ендекс) организовала је антијеврејске бојкоте. Након смрти пољског владара Јозефа Пилсудског 1935, Ендеки су појачали своје напоре. Ендеки су 1937. донели резолуције да „његов главни циљ и дужност морају бити уклањање Јевреја из свих сфера друштвеног, економског и културног живота у Пољској“. Влада је као одговор организовала Камп националног јединства (ОЗОН); ОЗОН се залагао за масовно исељавање Јевреја из Пољске, бојкот Јевреја, numerus clausus (видети и клупе у гету) и друга ограничења права Јевреја. У исто време, пољска влада је подржала ционистички Иргун, обучавајући своје чланове у планинама Татре, а 1937. године пољске власти су почеле да испоручују велике количине оружја јеврејском подземљу у Палестини, способном да наоружа до 10.000 људи. На међународној арени Пољска је подржала стварање јеврејске државе у Палестини надајући се да ће постепено исељавање у наредних 30 година смањити јеврејску популацију у Пољској на 500.000 и сарађивала је са вођом ревизионистичког ционизма Зејевом Жаботинским који се надао да ће Пољска наследити мандат Палестине од Велике Британије; његов „План евакуације“ позива на насељавање 1,5 милиона Јевреја у року од 10 година у Палестини, укључујући 750.000 пољских Јевреја Ову идеју је топло примила пољска влада која је водила политику масовне емиграције према свом јеврејском становништву и тражила локације да се преселе; Јаботински је са своје стране посматрао антисемитизам у Пољској као резултат недостатка радних места и економске ситуације, а не као бесни расизам као у нацистичкој Немачкој

### Аграризам
Седам од десет људи радило је на фармама као сељаци. Пољска пољопривреда је патила од уобичајених недостатака источноевропских земаља: технолошке заосталости, ниске продуктивности и недостатка капитала и приступа тржиштима. Некадашње немачке области на западу имале су боље падавине и квалитет земљишта и биле су најпродуктивније, док су некадашње руске и аустријске области биле испод просека. Пољско сељаштво је веровало да би било много боље да поседују своју земљу и да не плаћају закупнину земљопоседнику. Они су подржавали аграризам и позивали на прерасподелу земље са великих поседа на сељаке. Ово је урађено и такође су многе веома мале фарме консолидоване у одрживе јединице. Земаљске реформе су предузете по етничким линијама. На западу су Немци који су 1919. постали странци брзо изгубили своју земљу. На истоку, насупрот томе, украјински и белоруски сељаци су радили на пољским земљопоседницима и нису предузети озбиљни потези ка прерасподели земље. Нису развијени алтернативни индустријски послови, а недовољна запосленост је била висока у руралним областима.
Социјалистички политичар Болеслав Лимановски је дубоко размишљао о аграризму и израдио еклектичан програм који је одговарао пољским условима. Његово практично искуство као управника фарме у комбинацији са социјалистичким, „једнопорезним“ и словенским комуналним идејама обликовало је његов поглед на свет. Он је предложио облик аграрног социјализма са великим државним фармама како би се супротставио неефикасности веома малих поседа. У независној Пољској залагао се за експропријацију властелинских поседа. Његово посматрање сељачког индивидуализма уверило га је да Пољска треба да комбинује добровољни колективизам и индивидуално поседовање закупљене земље. Његов прагматизам је оставио простор чак и за приватно власништво сељака, упркос његовом марксизму.

## Међународни односи
Министар спољних послова Јозеф Бек био је у потпуности задужен за спољну политику до 1935. године, али је имао слабу руку. Пољска са 35 милиона људи имала је велику популацију, али танку индустријску базу; његови ратни планови су се фокусирали на Совјетски Савез уместо на Немачку. Пољска је имала дуге границе са две моћније диктатуре, Хитлеровом Немачком и Стаљиновим СССР-ом. Пољска је била све више изолована. Овери каже да од свих нових држава у Европи:
„Пољска је готово сигурно била најомиљенија, а њеном министру спољних послова највише неповерења. Тежња Пољске за независном линијом оставила ју је без блиских пријатеља до краја 1938. Западне силе су виделе Пољску као похлепну ревизионистичку силу, нелибералну, антисемитску, пронемачку; Бек је био 'претња', 'арогантан и подмукао'"
У фебруару 1921. Пољска је потписала тајни војни споразум са Француском, који је обавезао сваку страну на узајамну помоћ у случају немачке агресије. Пољаци су у марту 1921. потписали споразум о узајамној помоћи са Румунијом, усмерен против претње од Совјетског Савеза.
Пољска је настојала да буде лидер независног блока нација између Совјетског Савеза и Немачке који би се ујединио да би се одбранио од тих сила. Међутим, Пољска је наишла на толико спорова са својим мањим суседима да никада није могла да изгради блок. Француска је у почетку фаворизовала Пољску, јер је Француска желела савезника против Немачке; ако би се Немачка суочила са ратом на два фронта, било би мање вероватно да ће напасти Француску. Француска је била од посебне помоћи на Париској конференцији 1919. и 1920-их када се одупирала британским напорима да ослабе Пољску. Међутим, након 1935. Француска није имала поверења у Бека и изгубила је интересовање за источну Европу, а Пољска је све више била усамљена.
Године 1925. Берлин је формално признао своје границе након 1918. на западу са Француском, али не и на истоку са Пољском. Исте године, Немачка је преполовила увоз угља из Пољске, што је изазвало немачко-пољски трговински рат. Односи са Совјетским Савезом су остали непријатељски, али Пилсудски је био вољан да преговара и 1932. године две земље су потписале пакт о ненападању . Убрзо након тога, Хитлер је дошао на власт. Кружиле су гласине да је Пилсудски предложио Француској да Пољска и Француска покрену превентивни војни удар како би збацили Хитлера 1933. године. Већина историчара не верује да се то догодило, истичући да су ратни планови Пилсудског били усмерени на Русију и да се он није припремао за било какав рат са Немачком. Штавише, нико у Француској није пријавио такав упит из Пољске. Пилсудски је поставио захтеве у вези са Данцигом које је Хитлер одмах одобрио; односи између Пољске и нацистичке Немачке постали су пријатељски и потписали су немачко-пољски пакт о ненападању у јануару 1934. У исто време, Чехословачка, Румунија и Југославија биле су савезнице у Малој Антанти уз француску подршку. Пољско чланство тамо могло је пружити додатну сигурност; међутим, односи са Прагом су били непријатељски због граничних спорова, па се никада нису договорили.
Француска је била савезник и Пољске и Чехословачке и више пута је покушавала да их натера да реше своје граничне спорове и постану савезници, а такође и да сарађују са Совјетским Савезом. Није било успеха, не само због граничних питања, већ и због тога што је спремност Прага да сарађује са Москвом била у сукобу са чврстом решеношћу Варшаве да се држи дистанциран од Москве. Чехословачки председник Едвард Бенеш упозорио је да би војне или чак јаке политичке везе са Пољском могле да се покажу опасним за Чехословачку и одбио је Беков предлог да се успостави антинемачка сарадња.
Неуспех успостављања било каквог савеза у источној Европи значио је да је једини савезник Француска; Пилсудски је све више сумњао у вредност тог савеза. Споразум из Локарна, који су 1925. године потписале главне западноевропске силе са циљем гарантовања мира у региону, није садржао никакву гаранцију за западну границу Пољске.
У мају 1934. Пољско-совјетски пакт о ненападању је продужен до 31. децембра 1945. У периоду 1934–1939, пољско-совјетски односи су били коректни, али хладни, док су пољско-немачки односи били нормални и повремено пријатељски.

### Војне способности
Буџетом за 1934-35. годину за војску је опредељено 762 милиона злота, око 32% од укупног износа. Предвиђена је ефективна снага од 7.905 официра, 37.000 професионалних војника и 211.110 војника милиције. Осим војске, буџетом је обезбеђено 105 милиона злота за полицијске трупе које се састоје од 774 официра и 28.592 човека.
До 1939. Пољска је имала велику војску, са 283.000 на активној дужности, у 37 пешадијских дивизија, 11 коњичких бригада и две оклопне бригаде, плус артиљеријске јединице. Још 700.000 људи служило је у резерви. Велики проблем је био недостатак средстава. Ограничени буџет за одбрану дозвољавао је минималну механизацију; већина оружја је произведена у Пољској, али је стопа производње била ниска (тенк 7ТП је најбољи пример), а девизе су биле оскудне. Није помогла чињеница да је Пољска била на пола пута у процесу поновног наоружавања који је требало да се заврши 1942. године. Десет дивизија никада није мобилисано. Отказивање мобилизације, под притиском Француске и Велике Британије, и поновно покретање мобилизације мање од недељу дана касније, изазвало је забуну. Штавише, не само да су немачка војска и цивилни добровољци починили ратне злочине над етничким Пољацима и пољским Јеврејима, већ су ширили гласине о масовном етничком чишћењу које је навело хиљаде људи да беже од немачког напредовања и отежавало војни маневар.
Пољска је имала ПЗЛ, државну авиокомпанију која је правила добре авионе. Године 1931. развио је ПЗЛ П.11, најнапреднији ловац на свету раних 1930-их. Средином 1930-их његов наследник П-24 био је још боље наоружан и бржи, али га је Пољска извезла да би зарадила валуту, приморавајући да се користе полузастарели ПЗЛ П.11 и неколико десетина старих ловаца ПЗЛ П.7. Нису били пар против немачког Месершмита 109 који је могао да лети више, био је боље наоружан и летео 100 km/h брже. Упркос недостацима, П.11 је приписано најмање 110 победа за губитак око 30 својих. ПЗЛ.37 Лос је био одличан двомоторни средњи бомбардер; Пољска је имала 36 спремних за борбу када је рат почео. Пољска је 1939. имала 390 борбених авиона који су углавном били застарели. Немачка је имала 2800 нових борбених авиона плус бомбардере и транспортере.
Пољаци су, упркос својој очајној ситуацији, успели да победе у две битке против Совјета који су нападали, укључујући и ону у којој је совјетска пешадија јуришала на пољске положаје марширајући раме уз раме, претварајући их у изузетно лаку мету за митраљезе, а неки совјетских ратних заробљеника прешло је на пољску страну.
Пољаци су разбили рану дипломатску верзију шифре Енигма и пренели резултате у Француску и Уједињено Краљевство.
Упркос својим недостацима, пољска војска се лако може сврстати у првих 10 најјачих националних армија од 1939. године; не зато што је пољска војска била тако велика, већ зато што су друге националне војне снаге биле тако слабе и заостале. Залога и Мадеј у "Пољској кампањи 1939" истичу да је Пољска имала једну од највећих тенковских снага на Земљи, од 1939. године већу од тенковских снага САД.
Релативна снага пољских оружаних снага и страх од пољске војске који би могла показати Литванија (пољски ултиматум Литванији 1938) учинили су пропаганду пољске владе уверљивом за јавност. Пољска влада није имала избора, осим да тврди да би напад Немаца или Совјета био успешно одбијен. Пољска влада није могла да приушти капитулацију пољске јавности због пројеката индустријализације као што је Централна индустријска регија (Пољска), која је скоро завршена почетком 1939. године, и пројеката који су следили.

### Спољна политика 1935–39
Након смрти Пилсудског у мају 1935, политику у Пољској поставило је пет високих званичника, укључујући председника Игнаћија Мосћицког; потпредседник Еугењуш Квјатковски; премијер Фелицјан Славој Складковски; и маршал Едвард Риђ-Шмигли, главнокомандујући војске. Спољна политика је била искључиво у домену министра спољних послова, пуковника Јозефа Бека. Избори су одржани, али није било демократије и Сејм је био само гумени печат. Ват примећује да су ови људи изашли као победници из својих борби за независност и да никада нису знали за освајање. "Храброст, њух, херојство, прождирућа амбиција, свега тога су имали у изобиљу; реализам и анализа најгорег случаја, а камоли дефетизам или смирење, били су им потпуно страни."
Пољски сан да предводи блок неутралних нација у источној Европи срушио се након 1933. са појавом Хитлеровог отворено експанзионистичког нацистичког режима у Немачкој и очигледним упозорењем на жељу Француске да се одупре немачкој експанзији. Пилсудски је задржао француску везу, али је све мање веровао у њену корисност. Хитлерови дугорочни циљеви укључивали су анексију пољских територија и потчињавање преосталих делова Пољске, идеју коју је открио свом најближем кругу већ 1933. Пољско решење је била политика нормалних односа и са Немачком и са Совјетским Савезом, али савез са ни једном ни другом (такође описано као „политика једнаке удаљености“ или „равнотежа“). Сходно томе, пољско руководство је одбацило немачке предлоге сарадње против Русије. Истовремено, Беков циљ је био да „избегне изоловану конфронтацију са Немачком све док је то могуће“. Политика је почивала на два стуба: пактовима о ненападању које је потписала Пољска са Немачком и СССР-ом.
После граничног инцидента у марту 1938. године, Пољска је поставила ултиматум Литванији, захтевајући поновно успостављању дипломатских односа између Пољске и Литваније и поновно отварање раније затворене границе са Пољском. Суочена са ратном претњом, литванска влада је прихватила пољске захтеве. Октобра 1938. Минхенски споразум је, уз британско и француско одобрење, омогућио Немачкој да преузме области Чехословачке са значајном немачком мањином, такозване Судете. Пољска је дуго била непријатељски расположена према Чехословачкој и сада је стала на страну Немачке.  Пољска је захтевала да Чехословачка одустане од Тешена, где Пољаци чине око 70% становника, или је у супротном Пољска претила да ће га заузети силом. Суочена са ултиматумом и Пољске и Немачке, Чехословачка је одустала од тог подручја, које је Пољска припојила 2. октобра 1938. .
Почетком 1939. Немачка је извршила инвазију на остатак Чехословачке, која је у марту 1939. тада престала да постоји. Немачка је захтевала да се Пољска придружи Антикоминтернинском пакту као сателитска држава Немачке. Немачка је захтевала екстериторијални аутопут који би повезивао ужу Немачку са Данцигом, а затим и Источном Пруском, који би одсекао Пољску од мора и њеног главног трговачког пута, што је Пољска одбила. Немачка је такође вршила притисак на инкорпорацију Данцига, града-државе под нацистичком влашћу са 90% немачког становништва, која је била одвојена од Немачке 1920. године и која је од тада функционисала као слободни град у царинској унији са Пољском.
Након што је одбацила немачке територијалне захтеве у вези са Данцигом и Гдањском Померанијом, позиција Пољске је стално слабила како су друге нације попут Мађарске и Румуније гравитирале ка немачкој орбити. Пољска је у то време била у савезу са Румунијом и Француском.
Два критична догађаја изненадила су Пољску. Крајем марта 1939. Британија и Француска су објавиле да ће објавити рат ако Немачка нападне Пољску. У смислу помоћи Пољској у стварном рату, сви су схватили да могу учинити врло мало. Нада је била да ће претња рата на два фронта одвратити Немачку, посебно зато што је морала да брине о улози Совјетског Савеза. Хитлер је мислио да Британија и Француска блефирају, али је решио совјетски проблем крајем августа, задивљујућим споразумом са Стаљином у пријатељском савезу, који је укључивао тајне одредбе за поделу Пољске — и заиста поделу већег дела источне Европе Понуда Британаца и Француске није била блеф – они су објавили рат Немачкој када је напала Пољску, али ниједна није била у позицији да пружи озбиљну помоћ. Сама Пољска је имала војску од милион људи (и још милион у резерви), али је била далеко заостала у погледу обуке, ваздушних снага, артиљерије, тенкова, митраљеза, радија и камиона. Пољски војни буџет износио је око 2% немачког; њен командујући генерал маршал Едвард Риђ-Шмигли није био добро припремљен за изазов.

### Пољски коридор и Данциг
Немци су желели обнову граница пре Версајског споразума и тако су покренули нове захтеве Пољској. Инсистирали су на референдуму како би се утврдило власништво над "пољским коридором". Само онима који су живели у ходнику пре 1918. било би дозвољено да гласају. Предлог је захтевао накнадну размену становништва којом би се сви Немци, тада у Пољској, преселили из коначног региона који је проглашен за „Пољску“. Исто би се десило са свим Пољацима који живе у ономе што је, након гласања, проглашено за „Немачку“. Данциг је требало да постане део Немачке без обзира на гласање, али ако Немачка изгуби, и даље јој је загарантован приступ Источној Пруској преко система аутопута којим ће управљати, који се протеже од уже Немачке до Данцига до Источне Пруске. Ако би Пољска изгубила гласање, коридор би отишао у Немачку, а морска лука Гдиња би постала пољска ексклава са рутом која повезује Пољску са Гдињом. Након што је 3. априла објављена британско-француска гаранција подршке Пољској, окончани су преговори око Данцига. Немачка је напала Пољску 1. септембра 1939. Питање Данцига није било узрок немачке инвазије; Хитлер је рекао својим генералима у мају 1939: „Није Данциг у питању. За нас је то питање проширења нашег животног простора на истоку и обезбеђивања снабдевања храном.” Потпуна деструкција пољске државе, пољске културе и пољског становништва постала је главни Хитлеров циљ. Желео је да пољопривредно земљиште пресели немачким пољопривредницима.

### Анкете
- Berend, Iván T. Decades of Crisis: Central and Eastern Europe before World War II. 1998.. comparisons with other countries
- Biskupski, M. B (2000). The History of Poland. Greenwood.
- The Cambridge History of Poland.. (2 vols., Cambridge University Press, 1941) covers 1697–1935
- Davies, Norman (1981). God's Playground. A History of Poland. Vol. 2: 1795 to the Present. Oxford: Oxford University Press.
- Davies, Norman (1984). Heart of Europe: A Short History of Poland. Oxford University Press. ISBN 978-0-19-873060-6.
- Frucht, Richard (2000). Encyclopedia of Eastern Europe: From the Congress of Vienna to the Fall of Communism. Garland Pub.
- Lerski, George J (1996). Historical Dictionary of Poland, 966–1945. Greenwood.
- Leslie, R. F.;  . (1980). The History of Poland since 1863. Cambridge University Press. ISBN 978-0-521-22645-5.
- Lukowski, Jerzy and Zawadzki, Hubert (2006). A Concise History of Poland. (2nd изд.). Cambridge University Press.. 408pp.
- Pogonowski, Iwo Cyprian, Poland: A Historical Atlas. Hippocrene, 1987. 321 pp. new designed maps
- Sanford, George (2003). Historical Dictionary of Poland. Scarecrow Press.
- Stachura, Peter D (2004). Poland, 1918-1945: An Interpretive and Documentary History of the Second Republic.
- Stachura, Peter D., ур. (1998). Poland Between the Wars, 1918-1939.. essays by scholars
- Watt, Richard M. (1998). Bitter Glory: Poland and Its Fate, 1918-1939.. comprehensive survey

### Политика и дипломатија
- Cienciala, Anna M., and Titus Komarnicki (1984). From Versailles to Locarno: keys to Polish foreign policy, 1919–25. University Press of Kansas.
- Davies, Norman (2003). White Eagle, Red Star: The Polish-Soviet War 1919-1920 and The Miracle on the Vistula. ISBN 978-0-7126-0694-3.
- Drzewieniecki, Walter M. (1981). „The Polish Army on the Eve of World War II”. The Polish Review. 26 (3): 54—64. JSTOR 25777834.
- Garlicki, Andrzej (1995). Józef Piłsudski, 1867-1935. New York: Scolar Press.. ), scholarly biography; one-vol version of 4 vol Polish edition
- Hetherington, Peter (2012). Unvanquished: Joseph Pilsudski, Resurrected Poland, and the Struggle for Eastern Europe. ISBN 978-0-9836563-0-2.
- Jędrzejewicz, W (1982), Piłsudski. A Life for Poland, scholarly biography
- Karski, Jan (2014). The great powers and Poland: From Versailles to Yalta.
- Kochanski, Halik (2012). The Eagle Unbowed: Poland and the Poles in the Second World War. ISBN 978-1-84614-358-8.
- Polonsky, A (1972). Politics in Independent Poland, 1921-1939: The Crisis of Constitutional Government. Clarendon Press. ISBN 978-0-19-827182-6.
- Remak, Joachim (август 1990). The Nazi Years: A Documentary History. Prospect Heights, IL: Waveland Press. стр. 116. ISBN 9781478610069.
- Riekhoff, H. von (1971). German-Polish Relations, 1918-1933. Johns Hopkins University Press.
- Rothschild, J (1966). Piłsudski's Coup d'État. New York: Columbia University Press.. )
- Seidner, Stanley S. „The Camp of National Unity: An Experiment in Domestic Consolidation”. The Polish Review. 20 (2–3): 231—236.
- Shirer, William L. (11. 10. 2011). The Rise and Fall of the Third Reich: A History of Nazi Germany. New York: Simon and Schuster. стр. 582. ISBN 9781451651683.
- Wandycz, P. S (1988). Polish Diplomacy 1914-1945: Aims and Achievements.
- Wandycz, P. S (1969). Soviet-Polish Relations, 1917-1921. Harvard University Press. ISBN 978-0-674-82780-6.
- Wandycz, P. S (1980). The United States and Poland. Harvard University Press. ISBN 978-0-674-92685-1.
- Williamson, David G (2011). Poland Betrayed: The Nazi-soviet Invasions of 1939. стр. 1—62. ISBN 978-0-8117-0828-9.
- Zamoyski, Adam. (2008). Warsaw 1920: Lenin's Failed Conquest of Europe.

### Друштвене и економске теме
- Abramsky, C., ур. (1986). The Jews in Poland. Oxford: Blackwell.
- Bartoszewski, W. and Polonsky, A., ур. (1991). The Jews in Warsaw. A History. Oxford: Blackwell.
- Blanke, R (1993). Orphans of Versailles. The Germans in Western Poland, 1918-1939.
- Gutman, Y., ур. (1989). The Jews of Poland Between Two World Wars.
- Heller, C. S (1977). On the Edge of Destruction. Jews of Poland Between the Two World Wars.
- Hoffman, E (1999). Shtetl. The Life and Death of a Small Town and the World of Polish Jews.
- Landau, Z. and Tomaszewski, J (1985). The Polish Economy in the Twentieth Century. Routledge.
- Olszewski, A. K (1989). An Outline of Polish Art and Architecture, 1890-1980. Warsaw: Interpress.
- Roszkowski, Wojciech (1991). Landowners in Poland, 1918-1939. Cambridge University Press.
- Roszkowski, Wojciech (1987). „Large Estates and Small Farms in the Polish Agrarian Economy between the Wars (1918-1939)”. Journal of European Economic History. 16 (1): 75—88.
- Taylor, J. J (1952). The Economic Development of Poland, 1919-1950. Cornell University Press.
- Thomas, William I., and Florian Znaniecki. (1918). The Polish Peasant in Europe and America. Boston, G. Badger.. classic sociological study; complete text online free
- Wynot, E. D (1983). Warsaw Between the Wars. Profile of the Capital City in a Developing Land, 1918-1939.
- Żółtowski, A. (1950). Border of Europe. A Study of the Polish Eastern Provinces. London: Hollis & Carter.
- Plach, Eva (2018). „Dogs and dog breeding in interwar Poland”. Canadian Slavonic Papers. 60 (3–4): 471—496. S2CID 158094841. doi:10.1080/00085006.2018.1490125.

### Историографија
- Kenney, Padraic (2007). „After the Blank Spots Are Filled: Recent Perspectives on Modern Poland”. The Journal of Modern History. 79 (1): 134—161. JSTOR 10.1086/517546. S2CID 144329952. doi:10.1086/517546.
- Polonsky, Antony. „The History of Inter-War Poland Today”. Survey (1970): 143—159.

### Примарни извори
- 1932 Statistical Yearbook,  (Mały rocznik statystyczny 1932) complete text (in Polish)

## Спољашње везe
- „Commonwealth of Diverse Cultures: Poland's Heritage”. Архивирано из оригинала 24. 06. 2011. г.
- Old maps of Poland from Hipkiss' Scanned Old Maps
- Poland Catholic Church and Rome
- Polish Cinema's Golden Age: The Glamour & Progress Of Poland's Inter-War Films